# Historia del uniforme del Real Madrid Castilla Club de Fútbol

## Historia y evolución

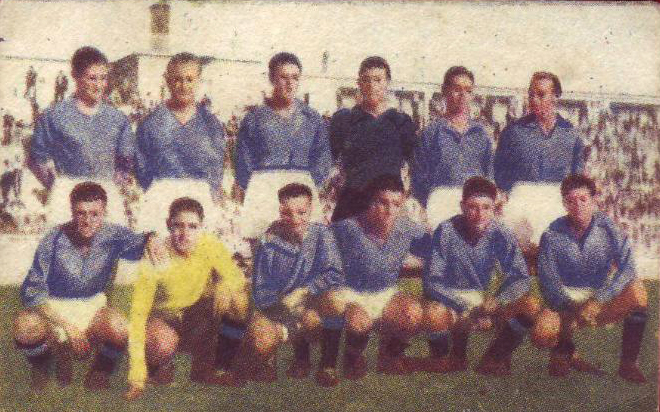
A. D. Plus Ultra con su primera equipación, usada hasta la temporada 1949-50.

El origen del uniforme madridista surge en consonancia con el origen de la implantación del nuevo deporte, el foot ball. Todos los primitivos “equipiers” al despojarse su ropa de calle quedaban en ropa interior, camisa y calzón blanco. Para distinguirse entre sí, los equipos contendientes, al uso de los pelotaris, se diferenciaban en rojos y azules mediante unas bandas cruzadas sobre el pecho. Bandas que, lógicamente, se desprendían en el transcurso del juego. Ello llevó a que los distintos clubes buscaran nuevos uniformes y que el Madrid, decano de los clubes madrileños, reivindicase para sí el uso de uno totalmente blanco, tal y como figura en sus estatutos fundacionales. Con el paso del tiempo, alguna fotografía en blanco y negro y su confusa interpretación, han llevado a distintas conclusiones erróneas sobre la aparición de una banda morada, roja o azul en la elástica madridista. La única banda que se llevó en la equipación fue en el primer partido de carácter amistoso disputado entre los mismos integrantes del club para dilucidar lo que sería el primer equipo, o equipo titular. Así jugaron los de banda roja contra los de banda azul. Mientras que la morada nunca se ha llevado, aunque se la pueda relacionar a la historia del Real Madrid ya que es la que aparece en 1931 en el escudo del club debido a la instauración de la II República (con la que el club perdió momentáneamente su corona real), y que hace referencia a la región histórica de Castilla), pero nunca en su camiseta.
En los estatutos de 1902]se establece que: 

“El uniforme reglamentario será para los partidos ordinarios pantalón azul oscuro, corto y recto, blusa blanca y medias oscuras, y para los partidos extraordinarios será: pantalón y blusa blancos, medias negras con vueltas y cinturón con los colores nacionales, completando este uniforme un casquete azul oscuro”.

Con el tiempo se pasó a utilizar siempre el pantalón y la camiseta blancos, aunque en 1911 se cambió el color negro de las medias por un azul oscuro.
Durante la temporada 1925-26 se produjo el primer y único gran cambio en la vestimenta. Patricio Escobal y Félix Quesada —integrantes del primer equipo—, decidieron en un viaje que hicieron a Inglaterra proponer un cambio en el uniforme del club por uno a semejanza del usado por el célebre Corinthian Football Club inglés. Este conjunto londinense amateur gozaba de una gran fama mundial por su juego elegante y deportivo y su rechazo total del profesionalismo. No en vano, fueron capaces de derrotar a grandes equipos profesionales sin que ninguno pudiera equipararse a ellos. Su uniforme estaba compuesto por una camisa abotonada de seda cruda y un pantalón negro.
Así, los futbolistas pretendieron que aquellos fueran los nuevos colores del equipo madrileño en admiración al Corinthian inglés —a quien sus hazañas llevaron también a la creación del Sport Club Corinthians Paulista brasileño—, y así fue durante una temporada pese al disgusto del presidente Pedro Parages. Sin embargo, un suceso llevó a la sustitución de la novedosa indumentaria. El club fue goleado por el Football Club Barcelona por 1-5 en el Estadio de Chamartín en un partido de Copa. En el encuentro de vuelta volvieron a perder, por 3-0, por lo que envalentonado por el rotundo fracaso Parages entró en el vestuario de Les Corts echando la culpa de la derrota al mal fario de los uniformes "corinthianos" y mandó al encargado del material que se deshiciese de ellos. El Madrid Football Club recuperó así su tradicional vestimenta blanca y se olvidaba del pantalón negro.
El siguiente cambio en el uniforme madridista no se dio hasta 1955, año en el que las medias también pasaron a ser blancas. De este modo, el uniforme madridista alcanzaría su mítico color blanco inmaculado en toda su indumentaria.
En 1980 se produjo una innovación significativa cuando el club blanco suscribió un contrato con la firma deportiva Adidas y las tres bandas aparecieron por primera vez en las camisetas. Después, en 1982, llegó el primer patrocinador, Zanussi, recibiendo por ello 100 millones de pesetas.
Las últimas grandes novedades se dieron en la temporada 2006-07, con la incorporación del logotipo FIFA al Mejor Club del siglo XX. Este galardón fue otorgado por la FIFA al Real Madrid por los innumerables éxitos del equipo blanco durante sus más de 100 años de historia, éxitos que incluían en la fecha, sobre todo, 9 Copas de Europa, más que ningún otro club europeo; y en la temporada 2009-10 cuando al igual que el logotipo de mejor club, se añadió un parche en homenaje al Estadio Santiago Bernabéu.

## Otros colores

### Variaciones por temporadas
| 1945-1950 | 1950-1955 | 1955-1963 | 1963-1972 | 1972-1973 | 1973-1980 |

| 1980-1982 | 1982-1985 | 1985-1986 | 1986-1989 | 1989-1990 | 1990-1991 |

| 1991-1992 | 1992-1993 | 1993-1994 | 1994-1996 | 1996-1997 | 1997-1998 |

| 1998-2000 | 2000-2001 | 2001-2002 | 20021 | 2003-2004 | 2004-2005 |

| 2005-2006 | 2006-2007 | 2007-2008 | 2008-2009 | 2009-2010 | 2010-2011 |

| 2011-2012 | 2012-2013 | 2013-2014 | 2014-2015 | 2015-2016 | 2016-2017 |

| 2017-2018 | 2018-2019 | 2019-2020 | 2020-2021 |

| 1945-1950 | 1950-1955 | 1955-1963 | 1963-1972 | 1972-1973 | 1973-1980 |

| 1980-1982 | 1982-1985 | 1985-1986 | 1986-1989 | 1989-1990 | 1990-1991 |

| 1991-1992 | 1992-1993 | 1993-1994 | 1994-1996 | 1996-1997 | 1997-1998 |

| 1998-2000 | 2000-2001 | 2001-2002 | 20021 | 2003-2004 | 2004-2005 |

| 2005-2006 | 2006-2007 | 2007-2008 | 2008-2009 | 2009-2010 | 2010-2011 |

| 2011-2012 | 2012-2013 | 2013-2014 | 2014-2015 | 2015-2016 | 2016-2017 |

| 2017-2018 | 2018-2019 | 2019-2020 | 2020-2021 |

| 1945-1950 | 1950-1955 | 1955-1963 | 1963-1972 | 1972-1973 | 1973-1980 |

| 1980-1982 | 1982-1985 | 1985-1986 | 1986-1989 | 1989-1990 | 1990-1991 |

| 1991-1992 | 1992-1993 | 1993-1994 | 1994-1996 | 1996-1997 | 1997-1998 |

| 1998-2000 | 2000-2001 | 2001-2002 | 20021 | 2003-2004 | 2004-2005 |

| 2005-2006 | 2006-2007 | 2007-2008 | 2008-2009 | 2009-2010 | 2010-2011 |

| 2011-2012 | 2012-2013 | 2013-2014 | 2014-2015 | 2015-2016 | 2016-2017 |

| 2017-2018 | 2018-2019 | 2019-2020 | 2020-2021 |

| 1945-1950 | 1950-1955 | 1955-1963 | 1963-1972 | 1972-1973 | 1973-1980 |

| 1980-1982 | 1982-1985 | 1985-1986 | 1986-1989 | 1989-1990 | 1990-1991 |

| 1991-1992 | 1992-1993 | 1993-1994 | 1994-1996 | 1996-1997 | 1997-1998 |

| 1998-2000 | 2000-2001 | 2001-2002 | 20021 | 2003-2004 | 2004-2005 |

| 2005-2006 | 2006-2007 | 2007-2008 | 2008-2009 | 2009-2010 | 2010-2011 |

| 2011-2012 | 2012-2013 | 2013-2014 | 2014-2015 | 2015-2016 | 2016-2017 |

| 2017-2018 | 2018-2019 | 2019-2020 | 2020-2021 |

| 1945-1950 | 1950-1955 | 1955-1963 | 1963-1972 | 1972-1973 | 1973-1980 |

| 1980-1982 | 1982-1985 | 1985-1986 | 1986-1989 | 1989-1990 | 1990-1991 |

| 1991-1992 | 1992-1993 | 1993-1994 | 1994-1996 | 1996-1997 | 1997-1998 |

| 1998-1999 | 1999-2001 | 2001-2002 | 2002-2003 1 | 2003-2004 | 2004-2005 |

| 2005-2006 | 2006-2007 | 2007-2008 | 2008-2009 | 2009-2010 | 2010-2011 |  |

| 2011-2012 | 2012-2013 | 2013-2014 | 2014-2015 | 2015-2016 | 2016-2017 |

| 2017-2018 | 2018-2019 | 2019-2020 | 2020-2021 |

| 1945-1950 | 1950-1955 | 1955-1963 | 1963-1972 | 1972-1973 | 1973-1980 |

| 1980-1982 | 1982-1985 | 1985-1986 | 1986-1989 | 1989-1990 | 1990-1991 |

| 1991-1992 | 1992-1993 | 1993-1994 | 1994-1996 | 1996-1997 | 1997-1998 |

| 1998-1999 | 1999-2001 | 2001-2002 | 2002-2003 1 | 2003-2004 | 2004-2005 |

| 2005-2006 | 2006-2007 | 2007-2008 | 2008-2009 | 2009-2010 | 2010-2011 |  |

| 2011-2012 | 2012-2013 | 2013-2014 | 2014-2015 | 2015-2016 | 2016-2017 |

| 2017-2018 | 2018-2019 | 2019-2020 | 2020-2021 |

| 1945-1950 | 1950-1955 | 1955-1963 | 1963-1972 | 1972-1973 | 1973-1980 |

| 1980-1982 | 1982-1985 | 1985-1986 | 1986-1989 | 1989-1990 | 1990-1991 |

| 1991-1992 | 1992-1993 | 1993-1994 | 1994-1996 | 1996-1997 | 1997-1998 |

| 1998-1999 | 1999-2001 | 2001-2002 | 2002-2003 1 | 2003-2004 | 2004-2005 |

| 2005-2006 | 2006-2007 | 2007-2008 | 2008-2009 | 2009-2010 | 2010-2011 |  |

| 2011-2012 | 2012-2013 | 2013-2014 | 2014-2015 | 2015-2016 | 2016-2017 |

| 2017-2018 | 2018-2019 | 2019-2020 | 2020-2021 |

| 1945-1950 | 1950-1955 | 1955-1963 | 1963-1972 | 1972-1973 | 1973-1980 |

| 1980-1982 | 1982-1985 | 1985-1986 | 1986-1989 | 1989-1990 | 1990-1991 |

| 1991-1992 | 1992-1993 | 1993-1994 | 1994-1996 | 1996-1997 | 1997-1998 |

| 1998-1999 | 1999-2001 | 2001-2002 | 2002-2003 1 | 2003-2004 | 2004-2005 |

| 2005-2006 | 2006-2007 | 2007-2008 | 2008-2009 | 2009-2010 | 2010-2011 |  |

| 2011-2012 | 2012-2013 | 2013-2014 | 2014-2015 | 2015-2016 | 2016-2017 |

| 2017-2018 | 2018-2019 | 2019-2020 | 2020-2021 |

## Proveedores y patrocinadores
| Periodo      | Proveedor   | Patrocinador          |
| ------------ | ----------- | --------------------- |
| 1972-1981    | Mont-Halt   | Ninguno               |
| 1981-1982    | [ 3 ]       | Ninguno               |
| 1982-1985    | [ 3 ]       |                       |
| 1985-1986    | [ 3 ]       |                       |
| 1986-1989    | [ 4 ]       |                       |
| 1989-1990    | [ 4 ]       | ILAS S. A. Reny Picot |
| 1990-1992    | [ 4 ]       |                       |
| 1992-1994    | [ 4 ]       |                       |
| 1994-1998    | [ 5 ]       |                       |
| 1998-2001    | [ 6 ]       |                       |
| 2001-2002(1) | [ 6 ]       | Ninguno               |
| 2002-2005    | [ 6 ]       |                       |
| 2005-2006    | [ 6 ]       |                       |
| 2006-2007    | [ 6 ]       |                       |
| 2007-2013    | [ 6 ]       |                       |
| 2013-2023(2) | [ 6 ]       |                       |
| 2023–2026    |             |                       |
| 2026-2028    | Desconocido |                       |

Notas: No fue hasta la década de 1980 cuando el club adoptó la incorporación de patrocinadores y publicidad en su uniforme. Hasta entonces las firmas o fábricas deportivas que confeccionaban la vestimenta no se encontraban patentes ni a la vista.